# Isidore Fallon
Pour les articles homonymes, voir Fallon.
Jean Baptiste Isidore Ghislain Fallon (Namur, 28 mars 1780 - 22 janvier 1861) est un juriste, un administrateur et un homme d'État belge de tendance catholique.

## Biographie
Isidore Fallon naquit le 28 mars 1780 à Namur de Louis-Augustin, avocat-pensionnaire des États de Namur, et de Marie-Françoise Sternon. Il était le frère du général et géographe Louis Auguste Fallon, dont le général Guillaume a écrit la biographie, et Théophile Fallon, qui fut président de la Cour des comptes. Après ses études, il embrassa la profession d'avocat.
Non seulement il devint membre du barreau de sa ville natale et accepta des nombreuses autres fonctions, souvent peu lucratives. Il avait à peine atteint sa majorité et terminé son stage quand il entra dans l'administration, alors française. Un arrêté du préfet du département de Sambre-et-Meuse, du 14 thermidor an XII (2 août 1804), le désigna pour faire partie de la commission administrative des hospices de Namur et, le 24 avril 1811, un décret de Napoléon Ier le nomma premier substitut du procureur impérial près le tribunal de la même ville. La chute de l'empire n'eut pas pour résultat de l'éloigner des positions officielles ; au contraire, il prit alors aux travaux administratifs une part plus active. Tandis qu'un arrêté royal du 18 décembre 1815 le nommait membre de la régence namuroise et qu'il entrait, le 1er juin 1818, par la force de l’élection, au conseil provincial, il ne renonçait pas à ses anciennes occupations judiciaires. Il devint, le 16 décembre 1815, juge suppléant près du tribunal de première instance de Namur ; le 8 février 1817, l'avocat des domaines dans la province de ce nom, et, le 28 août suivant, l'avocat, près des tribunaux de Namur et de Dinant, des administrations des impositions indirectes et des convois et licences.
À la révolution de 1830 ses concitoyens le choisirent, le 4 novembre, comme député suppléant au Congrès national, où il entra définitivement le 24 février 1831, comme remplaçant le baron de Stassart, démissionnaire.  À noter que Théophile Fallon a été nommé également comme son beau-père, Léopold Zoude au Congrès.  "Thé" Fallon devient en outre en 1831 président de la Cour des comptes (Belgique) et ce jusqu'à sa mort.
Son mandat législatif lui fut continué par ses concitoyens jusqu'en 1848 quand, mis en demeure d'opter en vertu de la loi sur les incompatibilités, il donna la préférence à sa position de président du Conseil des mines. À la Chambre des représentants, Fallon joua un rôle actif, bien qu'il ne soit pas un orateur. On le vit, en plusieurs circonstances, exprimer son opinion : c'est ainsi qu'en 1831-1832 il critiqua l'état de siège imposé à la ville de Gand ; en 1832-1833, il accusa le gouvernement d'avoir manqué de déférence envers la Chambre et, à la session suivante, il proposa un amendement qui impliquait un blâme de la conduite du ministère. Il proposa également d'asseoir le régime municipal belge sur des bases plus larges que celles qui étaient inscrites dans la loi communale. Il refusait une voix délibérative au bourgmestre qui serait choisi hors du sein du conseil de la commune et prétendait que les échevins devaient être élus par leurs concitoyens, comme cela s'était pratiqué en 1830, et non désignés par le roi parmi les conseillers ; ces deux points furent adoptés par la Chambre les 7 et 8 mai 1835, contrairement à ce que le Sénat avait décidé ; mais, au deuxième vote de la loi, un système contraire prévalut, malgré l'opposition de Fallon. Il y eut alors de nouveaux débats, auxquels il participa moins qu'aux premiers, mais il s'occupa beaucoup de la loi sur les naturalisations, du projet de loi sur les mines, du traité des XXIV articles. Il fut élu vice-président en 1832 et ne quitta ce poste (sauf de 1833 à 1835) que pour revenir président, le 18 novembre 1839 ; en 1842 (dans la séance du 8 novembre), il allégua des motifs de santé pour décliner cet honneur ; en réalité il n'était plus en complète harmonie d'idées avec ses collègues de la droite qui constituaient alors la majorité.
Le roi Léopold Ier appela Fallon, le 12 novembre 1831, à occuper le poste de ministre de l'Intérieur, ce poste si important auquel on n'avait pas alors enlevé la direction des Travaux publics et celle de l'Instruction publique ; une trop grande défiance de ses forces engagea Fallon à décliner cette position éminente et difficile. Cependant, en 1832, lorsque les ministres, peu de temps avant le siège de la citadelle d'Anvers, présentèrent au roi leur démission collective, il fut chargé de former une nouvelle administration, mais cette mission resta sans objet, les ministres ayant consenti à reprendre leurs portefeuilles.
Originaire d'une province où les mines entrent pour une large part dans la richesse publique, Fallon n'avait eu garde de négliger les lois qui se rattachent à leur exploitation, et chaque fois qu'il en était question à la tribune nationale, il avait pris une part importante à la discussion. Lorsque le Conseil des mines fut organisé, il en devint le président et le resta depuis le 27 mai 1837 jusqu'au 20 mai 1858, lorsqu'il fut admis à prendre sa retraite. La législation relative aux mines avait été négligée du temps de l'administration néerlandaise et un grand nombre de sites houillers et métallifères n'étaient ni explorés, ni utilisés. Sous l'influence du mouvement que la révolution de 1830 imprima aux esprits, les demandes de concessions affluaient de plus en plus ; les examiner et y répondre réclamait un travail important auquel le nouveau président du conseil y prit part.
Fallon fut encore chargé, en 1838, de concert avec Dujardin, plus tard honoré, comme lui, du titre de baron, de réclamer de la conférence de Londres des modifications au partage de la dette de l’ancien royaume des Pays-Bas, et, en 1839, après la conclusion de la paix, de régler, à Utrecht, avec des délégués de l'administration néerlandaise, des intérêts nombreux et compliqués. Lors de la discussion qui s'engagea à la Chambre, en séance secrète, du 28 au 31 janvier et le 1er février 1843, au sujet de l'exécution du traité conclu avec les Pays-Bas le 3 novembre précédent, Fallon rendit compte de la part qu'il y avait prise ; la Chambre ordonna l'impression de son discours.
Le gouvernement lui remit plusieurs récompenses : nommé d'emblée officier de l'ordre de Léopold le 12 août 1839, il devint grand-officier le 1er juin 1845 ; il fut à la fois décoré de la Croix de fer et nommé commandeur du Lion néerlandais. Enfin, le 15 juin 1858, le roi lui accorda une distinction convoitée : il fut créé baron, et ce titre fut déclaré transmissible à ses petits-fils puînés, Anatole Jules Louis et Félicien Frédéric Marie, pour être laissé par eux à leurs descendants par ordre de primogéniture.
Fallon ne survécut pas longtemps à sa retraite des affaires publiques. Le 22 janvier 1861, il mourut à Namur, où il avait conservé sa résidence habituelle, à l'âge de quatre-vingt-un ans. Après avoir reposé dans l'ancien cimetière de cette ville, qui devint ensuite un magasin de bois, ses restes ont été transférés, en 1866, au nouveau lieu d'inhumation, à La Plante.

## Distinctions
- Commandeur de l'ordre du Lion néerlandais

## Sources
- Alphonse Wauters, Biographie nationale de Belgique, t. VI, 1876, col. 869-871
- Le Parlement belge, p. 305.